# Distretto di Wokha
Il distretto di Wokha è un distretto del Nagaland, in India, di 161 098 abitanti. Il capoluogo è Wokha.